# Théorème de Stolper-Samuelson
Le théorème de Stolper-Samuelson est un théorème d'économie qui explique l'augmentation ou la réduction des inégalités économiques à la suite de l'ouverture des économies des pays à la concurrence internationale.

## Concept
Le théorème de Stolper-Samuelson  a été dérivé en 1941 du modèle Heckscher-Ohlin-Samuelson par Wolfgang Stolper et Paul Samuelson. Le modèle HOS vise à expliquer la présence d’échanges internationaux mutuellement bénéfiques pour les parties prenantes. Il se base sur les différences de dotations en facteurs de production de chaque pays.
Une variation du prix relatif des produits influe sur le revenu réel de chaque facteur de production. L'accroissement du prix du produit dans un secteur conduit à une augmentation plus que proportionnelle de sa rémunération. Si le prix du bien intensif en capital augmente, alors le prix du travail chute, et vice versa.
La conclusion du théorème est que lorsqu'un pays s'ouvre à la concurrence internationale, le prix du bien qui bénéficie d'un avantage comparatif augmente. Le corollaire est donc que l'ouverture au commerce international profite au facteur abondant, et heurte le facteur minoritaire.

## Exemple
Si on suppose que deux pays, disons le pays D (développé) et le pays ND (non développé), soient tels que D a un avantage comparatif à produire des biens de haute technologie et ND des biens de faible technologie. On suppose que ND a relativement plus de travailleurs non qualifiés que de travailleurs qualifiés, de sorte que le ratio salaire des qualifiés/salaire des non qualifiés avant ouverture au libre-échange devrait être supérieur à celui de D. En effet, avant ouverture des frontières, les travailleurs qualifiés sont rares, et donc relativement plus chers qu'en D (ratio salaire qualifié/salaire non qualifié très grand). Après ouverture des frontières, les travailleurs non qualifiés de D font concurrence avec ceux de ND, de même pour les travailleurs qualifiés. Les inégalités de salaires (ratio) s'accentueront en D et se réduiront en ND, contrairement à l'idée reçue selon laquelle les inégalités s'accentueront partout. Ici donc, dans le pays qui est rare en travail qualifié, les travailleurs qualifiés seront pénalisés par l'ouverture des frontières.
Ce théorème prédit donc une hausse des inégalités dans le pays qui a un avantage comparatif à produire des biens de haute technologie (qui requièrent du travail qualifié) et une diminution dans celui qui a un avantage comparatif à produire des biens qui requièrent la main d'œuvre qui se trouve être en abondance.
Par ailleurs, l'ouverture des frontières induira une perte en termes absolus de revenus pour les travailleurs non qualifiés du pays D et une perte en termes absolus pour les travailleurs qualifiés du pays ND.
Ce théorème est un approfondissement de la théorie de l’avantage comparatif de David Ricardo.

## Vérification empirique
Selon le théorème de Stolper-Samuelson, le facteur abondant doit voir son prix augmenter ; cela devrait conduire, dans les pays émergents où le facteur travail (peu qualifié) est abondant, à une augmentation des salaires et une réduction des inégalités. Or, dans le Capital au XXIe siècle, Thomas Piketty montre un accroissement généralisé des inégalités dans ces pays émergents.
Toutefois, des études monographiques montrent que l'ouverture au commerce s'est bien accompagné d'une chute des inégalités du fait d'une hausse des salaires du facteur abondant : c'est le cas notamment au Chili, au Mexique, et au Brésil.